# Rector
|  | Per a altres significats, vegeu «Rector (desambiguació)». |

El Rector o Rector magnificus (del seu nom en llatí) és la màxima autoritat acadèmica i representant d'una universitat.

## El rector a Espanya
A Espanya és triat pel claustre, o per la comunitat universitària, mitjançant elecció directa i sufragi universal, lliure i secret, segons els estatuts de cada universitat. Els candidats han de ser Catedràtics d'Universitat en actiu, que prestin els seus serveis en la Universitat i la durada del seu mandat és de quatre anys.
El vot per a l'elecció del Rector serà ponderat segons els percentatges de representació en el claustre, per sectors de la comunitat universitària: professors doctors pertanyents als cossos docents universitaris, resta del personal docent i investigador, estudiants, i personal d'administració i serveis. La LOU establix per al primer grup (Funcionaris Doctors) una representació en el claustre de com a mínim un 51%.
Li corresponen tasques de representació, com presidir els actes de la universitat, i altres de direcció, com la de convocar i presidir el claustre i la junta de govern i executar els seus acords i els del consell social, o convocar concursos per a la provisió de places, i nomenar i contractar al professorat i al personal d'administració i serveis de la universitat. En el seu nom s'expedeixen els títols i diplomes.